# Gelasma mutatilinea
Gelasma mutatilinea là một loài bướm đêm trong họ Geometridae.